# 구람 카시아
구람 카시아(조지아어: გურამ კაშია, 1987년 7월 4일~)는 조지아의 축구 선수로 포지션은 센터백이다. 현재 슬로바키아 수페르리가의 슬로반 브라티슬라바와 조지아 축구 국가대표팀 소속으로 뛰고 있다. 
또한 조지아 축구 대표팀의 주장을 맡고 있으며 조지아 대표팀 최다 경기 출전 선수이다. 그는 FIFA 센추리 클럽에 가입한 3명의 조지아 선수 중 한 명이다.

## 수상

### 클럽
디나모 트빌리시
- 에로브눌리리가 : 우승 (2007-08), 준우승 (2006-07, 2008-09, 2009-10)
- 조지아컵 : 우승 (2008-09), 준우승 (2009-10), 4강 (2007-08)
- 조지아 슈퍼컵 : 우승 (2008), 준우승 (2009)

 SBV 피테서
- 에레디비시 : 4위 (2012-13)
- KNVB컵 : 우승 (2016-17)

 슬로반 브라티슬라바
- 슬로바키아 수페르리가 : 우승 (2021-22, 2022-23)
- 슬로바키아컵 : 준우승 (2021-22, 2022-23)